# U 10 (U-Boot, 1935)
U 10 war ein deutsches U-Boot vom Typ II B, das im Zweiten Weltkrieg von der Kriegsmarine eingesetzt wurde.

## Geschichte
Der Bauauftrag für das Boot wurde am 20. Juli 1934 an die Germaniawerft in Kiel vergeben. Die Kiellegung erfolgte am 22. April 1935, der Stapellauf am 13. August 1935, die Indienststellung unter Oberleutnant zur See Heinz Scheringer am 9. September 1935.
Nach der Indienststellung gehörte das Boot kurze Zeit, vom 11. bis zum 26. September 1935, als Schulboot dem Schulverband der U-Schule bzw. der U-Boot-Schulflottille in Kiel (später in Neustadt) an, bevor es am 27. September 1935 als Einsatzboot bzw. Reserveboot zur U-Flottille „Weddigen“ nach Kiel verlegt wurde. Vom 4. Oktober 1937 bis zum 14. April 1939 war es mit der U-Flottille „Lohs“ in Kiel stationiert, kam dann wieder als Schulboot zur U-Boot-Schulflottille, die schließlich, umbenannt in 21. U-Flottille, am 1. Juli 1940 nach Pillau verlegt wurde. Dort diente es, bis es am 1. August 1944 außer Dienst gestellt wurde. Zwischenzeitlich – im September und Oktober 1939, beim Überfall auf Polen sowie von Januar 1940 bis April 1940 beim Unternehmen Weserübung, der Invasion Norwegens und Dänemarks – war das Boot als Frontboot abkommandiert.
U 10 unternahm fünf Feindfahrten, auf denen es zwei Schiffe mit einer Gesamttonnage von 6.356 BRT versenkte.

## Einsatzstatistik

### Erste Feindfahrt
Das Boot lief am 7. September 1939 um 4:00 Uhr von Kiel aus und am 17. September 1939 um 17:30 Uhr wieder dort ein. Auf dieser elf Tage dauernden Unternehmung im Kattegat wurden keine Schiffe versenkt oder beschädigt.

### Zweite Feindfahrt
Das Boot lief am 26. September 1939 um 3:00 Uhr von Kiel aus und am 15. Oktober 1939 um 13:50 Uhr wieder dort ein. Auf dieser zwanzig Tage dauernden Unternehmung im Kattegat wurden keine Schiffe versenkt oder beschädigt.

### Dritte Feindfahrt
Das Boot lief am 28. Januar 1940 um 16:00 Uhr von Kiel aus und am 5. Februar 1940 um 20:09 Uhr in Wilhelmshaven ein. Auf dieser neun Tage dauernden Unternehmung im Seegebiet Hoofden zwischen Belgien und England wurden keine Schiffe versenkt oder beschädigt. Die Fahrt musste wegen eines Maschinenschadens vorzeitig abgebrochen werden.

### Vierte Feindfahrt
Das Boot lief am 14. Februar 1940 um 7:14 Uhr von Wilhelmshaven aus und am 20. Februar 1940 um 22:33 Uhr wieder dort ein. Auf dieser sieben Tage dauernden und zirka 450 sm über und 102 sm unter Wasser langen Unternehmung in der Nordsee wurden zwei Schiffe mit insgesamt 6.356 BRT versenkt.
- 17. Februar 1940: Versenkung des norwegischen Dampfers Kvernaas (1.819 BRT) (Lage) durch einen G7e-Torpedo. Das Schiff hatte Koks geladen und befand sich auf dem Weg von Rotterdam nach Oslo. Es gab keine Toten.[1]

- 18. Februar 1940: Versenkung des niederländischen Dampfers Ameland (Lage) (4.537 BRT) durch einen G7e-Torpedo. Er hatte Ameisensäure, Kondensmilch und Käse geladen und befand sich auf dem Weg von Rotterdam nach Niederländisch-Indien. Es gab keinen Toten.

### Fünfte Feindfahrt
Das Boot lief am 3. April 1940 um 13:09 Uhr von Wilhelmshaven zum Unternehmen Weserübung aus und am 21. April 1940 wieder dort ein. Auf dieser 19 Tage dauernden und zirka 1.150 sm über und 278,5 sm unter Wasser langen Unternehmung bei den Shetland- sowie den Orkneyinseln wurden keine Schiffe versenkt oder beschädigt.

### Erfolge
| Datum            | Name     | Nationalität | Tonnage (BRT) | Status   |
| ---------------- | -------- | ------------ | ------------- | -------- |
| 17. Februar 1940 | Kvernaas | Norwegen     | 1.819         | versenkt |
| 18. Februar 1940 | Ameland  | Niederlande  | 4.537         | versenkt |

## Verbleib
U 10 wurde am 1. August 1944 in Danzig außer Dienst gestellt und ausgeschlachtet. So wurde es am 29. März 1945 von sowjetischen Truppen erbeutet und vermutlich abgebrochen.